# Pakistan Journal of Pharmaceutical Sciences
Das Pakistan Journal of Pharmaceutical Sciences, abgekürzt Pak. J. Pharm. Sci., ist eine wissenschaftliche Fachzeitschrift, die von der Universität Karatschi veröffentlicht wird. Die Zeitschrift erscheint mit acht Ausgaben im Jahr. Es werden Arbeiten veröffentlicht, die sich mit pharmazeutischen Themen beschäftigen.
Der Impact Factor lag im Jahr 2014 bei 0,682. Nach der Statistik des ISI Web of Knowledge wird das Journal mit diesem Impact Factor in der Kategorie Pharmakologie und Pharmazie an 231. Stelle von 254 Zeitschriften geführt.